# Celebridade instantânea
A expressão celebridade instantânea refere-se geralmente a uma pessoa anônima que ganha certa notoriedade de maneira repentina, por vezes devido a algum escândalo, programa televisivo ou algum fato de grande cobertura na mídia, como o caso dos fenômenos da Internet. Como a fama vem de maneira repentina, tais celebridades têm dificuldade de se manter na mídia durante muito tempo, muitas vezes voltando ao anonimato da mesma maneira que saíram dele.
Apesar de ser algo típico do fim do século XX e começo do XXI, o fenômeno em questão foi profetizado por uma frase de Andy Warhol, que na década de 1960 começou a pintar produtos norte-americanos famosos, como latas da sopa Campbell's e garrafas de Coca-Cola, ou ícones de popularidade, como Marilyn Monroe. Disse ele: "um dia, todos terão direito a 15 minutos de fama" ao comentar obras próprias baseadas em acidentes automobilísticos, em especial o de uma ambulância.
O filme Chicago vencedor do Oscar de melhor filme em 2003, explora o conceito de celebridade instantânea através da personagem principal Roxie Hart, interpretada por Renée Zellweger. Roxie ganha fama na mídia local, mas não por seus méritos, e sim pelo fato de ter assassinado o amante a sangue-frio. Em vários momentos do filme, essa personagem prova-se disposta a fazer qualquer coisa para que seja reconhecida. Em uma cena muito lembrada, Roxie finge estar grávida apenas para não ver seu espaço diminuído na mídia. Graças à sua presença constante na mídia, Roxie consegue realizar o sonho de construir uma carreira no mundo da música. A história do filme se passa na década de 1920, mas se assemelha muito a casos recentes que foram explorados incessantemente pela mídia (como o suposto assassinato de Nicole Brown por seu marido O. J. Simpson e a batalha judicial deixada com a morte de Anna Nicole Smith - este último caso foi mais noticiado pela FOX News do que a Guerra do Iraque).
Antes de Chicago, porém, o tema já havia sido levantado em Hollywood, no filme "O Rei da Comédia", de Martin Scorsese. A despeito do título, e da presença de Jerry Lewis, além de Robert de Niro, o filme, longe de ser para rir, é um drama, que propõe uma reflexão sobre a relação do público com seus ídolos e a necessidade pessoal de reconhecimento.
Após a criação de reality shows como o Big Brother e talent shows como o Britain's Got Talent, seus participantes se tornam celebridades instantâneas, conquistando fãs de uma forma quase imediata. Porém, após apenas alguns meses do fim dos programas, praticamente todos eles somem da mídia com excepção de alguns casos pontuais em que as celebridades mantêm o seu estatuto de vedeta pop.